# Ligne Hitahikosan
La ligne Hitahikosan (日田彦山線, Hitahikosan-sen) est une ligne ferroviaire située dans les préfectures de Fukuoka et Ōita au Japon. Elle relie la gare de Jōno à Kitakyūshū à la gare de Yoake à Hita. La ligne est exploitée par la compagnie JR Kyushu.

## Histoire
La ligne a été ouverte en plusieurs étapes entre 1899 et 1956.
La section entre Kanyūsha-Hikosan et Yoake a été fortement endommagée par un typhon en juillet 2017. Il est envisagé de remplacer cette partie de la ligne par un bus à haut niveau de service.

## Caractéristiques

### Ligne
- Longueur : 68,7 km
- Écartement : 1 067 mm
- Nombre de voies : Voie unique

### Interconnexion
à Jōno, les trains continuent sur la ligne principale Nippō jusqu'à la gare de Kokura.

### Gares

#### Section en service
| Numéro | Gare            | Nom japonais | Distance (km) | Correspondances                                   | Localisation                | Localisation          |
| ------ | --------------- | ------------ | ------------- | ------------------------------------------------- | --------------------------- | --------------------- |
| JI04   | Jōno            | 城野         | 0             | JR Kyushu : Nippō (interconnexion)                | Kokuraminami-ku, Kitakyūshū | Préfecture de Fukuoka |
| JI05   | Ishida          | 石田         | 3,3           |                                                   | Kokuraminami-ku, Kitakyūshū | Préfecture de Fukuoka |
| JI06   | Shii-Kōen       | 志井公園     | 5,1           | Monorail de Kitakyūshū (à Kikugaoka)              | Kokuraminami-ku, Kitakyūshū | Préfecture de Fukuoka |
| JI07   | Shii            | 志井         | 6,8           |                                                   | Kokuraminami-ku, Kitakyūshū | Préfecture de Fukuoka |
| JI08   | Ishiharamachi   | 石原町       | 9,0           |                                                   | Kokuraminami-ku, Kitakyūshū | Préfecture de Fukuoka |
| JI09   | Yobuno          | 呼野         | 12,3          |                                                   | Kokuraminami-ku, Kitakyūshū | Préfecture de Fukuoka |
| JI10   | Saidōsho        | 採銅所       | 18,1          |                                                   | Kawara                      | Préfecture de Fukuoka |
| JI11   | Kawara          | 香春         | 23,4          |                                                   | Kawara                      | Préfecture de Fukuoka |
| JI12   | Ipponmatsu (ja) | 一本松       | 25,0          |                                                   | Kawara                      | Préfecture de Fukuoka |
| JI13   | Tagawa-Ita      | 田川伊田     | 27,4          | Heisei Chikuho Railway : Ita, Tagawa              | Tagawa                      | Préfecture de Fukuoka |
| JI14   | Tagawa-Gotōji   | 田川後藤寺   | 30,0          | JR Kyushu : Gotōji Heisei Chikuho Railway : Itoda | Tagawa                      | Préfecture de Fukuoka |
|        | Ikejiri         | 池尻         | 32,2          |                                                   | Kawasaki                    | Préfecture de Fukuoka |
|        | Buzen-Kawasaki  | 豊前川崎     | 34,7          |                                                   | Kawasaki                    | Préfecture de Fukuoka |
|        | Nishi-Soeda     | 西添田       | 38,3          |                                                   | Soeda                       | Préfecture de Fukuoka |
|        | Soeda           | 添田         | 39,5          |                                                   | Soeda                       | Préfecture de Fukuoka |

#### Section fermée
| Gare             | Nom japonais   | Distance (km) | Correspondances    | Localisation | Localisation          |
| ---------------- | -------------- | ------------- | ------------------ | ------------ | --------------------- |
| Kanyūsha-Hikosan | 歓遊舎ひこさん | 41,6          |                    | Soeda        | Préfecture de Fukuoka |
| Buzen-Masuda     | 豊前桝田       | 43,2          |                    | Soeda        | Préfecture de Fukuoka |
| Hikosan          | 彦山           | 47,2          |                    | Soeda        | Préfecture de Fukuoka |
| Chikuzen-Iwaya   | 筑前岩屋       | 55,1          |                    | Tōhō         | Préfecture de Fukuoka |
| Daigyōji         | 大行司         | 59,3          |                    | Tōhō         | Préfecture de Fukuoka |
| Hōshuyama        | 宝珠山         | 61,3          |                    | Tōhō         | Préfecture de Fukuoka |
| Ōtsuru           | 大鶴           | 62,9          |                    | Hita         | Préfecture d'Ōita     |
| Imayama          | 今山           | 65,4          |                    | Hita         | Préfecture d'Ōita     |
| Yoake            | 夜明           | 68,7          | JR Kyushu : Kyūdai | Hita         | Préfecture d'Ōita     |